# Vallecillo (Messico)
Vallecillo è un comune del Messico, situato nello stato di Nuevo León, il cui capoluogo è la località omonima.
Conta 1.971 abitanti (2010) e ha una estensione di 1.766,28 km².